# یه ئی‌لیانگ
یه ئی‌لیانگ (به چینی: 叶奕良) (۱۹۳۶ - ۲۰۱۵) ایران‌شناس چینی و استاد دانشگاه پکن بود. او در سال ۱۳۸۴ به‌عنوان چهره ماندگار در ایران معرفی شد و لوح تقدیر از رئیس‌جمهور ایران دریافت کرد.